# Shy (groupe)
Pour les articles homonymes, voir Shy.
Shy est un groupe de heavy metal britannique, originaire de Birmingham, West Midlands. Il est formé en 1983 sous le nom Trojan.

## Biographie
Le groupe est initialement formé le 1er février 1983 sous le nom de Trojan, et comprend Tony Mills, Steve Harris (guitare) (ne pas confondre avec le bassiste d'Iron Maiden Steve Harris), Paddy McKenna (clavier), Mark Badrick (basse) et Alan Kelly (batterie). Le groupe participe, avec sa chanson Tonight à la compilation Metal Warriors du label Ebony Records. Leur premier album, intitulé Once Bitten...Twice..., est publié en 1983. Shy signe ensuite avec la major RCA Records et publie son album Brave the Storm en 1985. Cet album les mène à la popularité, malgré le flop du single Hold On (To Your Love) dans les charts. Des mois avant la publication de leur troisième album, Shy tourne avec Bon Jovi, Meat Loaf, Twisted Sister, Gary Moore et UFO.
L'album Excess All Areas, publié en 1987, est enregistré aux Pays-Bas avec le producteur Neil Kernon. L'album comprend le plus gros single à succès de Shy, Break Down the Walls, coécrit avec Don Dokken. L'album atteint le top 75 du magazine Metal Hammer au Royaume-Uni. 1989 assiste à la sortie de Misspent Youth chez MCA. L'album, produit par Roy Thomas Baker, est promu grâce à des tournées européennes et américaines. En 1994, Mills est remplacé par le chanteur Jon Francis. L'album Welcome to the Madhouse est publié en 1994 au Japon par Phonogram Records. En 1996, BMG réédite l'album Brave the Storm sur format CD comprenant six chansons bonus, incluant remixes, versions intégrales et prises en live de Two Hearts et Behind Closed Doors. En 1998, Neat Metal Records réédite leur premier album. Le groupe publie aussi un album live en 1999, enregistré en Europe, et deux albums comprenant d'anciennes chansons inédites, Let the Hammer Fall et Regeneration.
Mills revient dans le groupe en 2000. En 2002, Shy enregistre et publie un album en featuring avec Mills, Unfinished Business. En 2005, Shy publie Sunset and Vine su label MTM Music.  En 2006, Mills fait la rencontre du groupe de rock norvégien TNT, et annonce son départ de Shy. L'album, Shy, est publié au Japon en septembre 2011 au label Marquee Avalon, et en Europe en octobre chez Escape Music. Ian Richardson (ex-Siam) a depuis quitté Shy. Steve Harris décède d'une tumeur cérébrale en octobre 2011.

## Discographie
- 1983 : Once Bitten...Twice...
- 1985 : Brave the Storm
- 1987 : Excess All Areas
- 1989 : Misspent Youth
- 1994 : Welcome to the Madhouse
- 1999 : Regeneration
- 1999 : Let the Hammer Fall
- 1999 : Live in Europe
- 2001 : Breakaway (EP)
- 2002 : Unfinished Business
- 2005 :  Sunset and Vine
- 2006 : Reflections: The Anthology 1983-2005
- 2011 : Shy

## Membres

### Membres actuels
- Lee Small - chant
- Roy Davis - basse
- Joe Basketts - clavier
- Bob Richards - batterie

### Anciens membres
- Steve Harris - guitare (décédé)
- Tony Mills - chant (décédé)
- Ian Richardson - guitare
- Alan Kelly - batterie
- Paddy McKenna - claviers
- John Ward (Wardi) - chant
- Mark Badrick - basse